# DB-Baureihe 670
Die Baureihe 670 ist ein doppelstöckiger Triebwagen mit Dieselmotor-Antrieb. Die Fahrzeuge wurden auf Wunsch der Deutschen Bahn von den Werken Dessau und Halle-Ammendorf der Deutschen Waggonbau AG (DWA) gebaut. Das Fahrzeug ist zweiachsig und enthält Teile aus dem Omnibusbau.

## Entwicklung

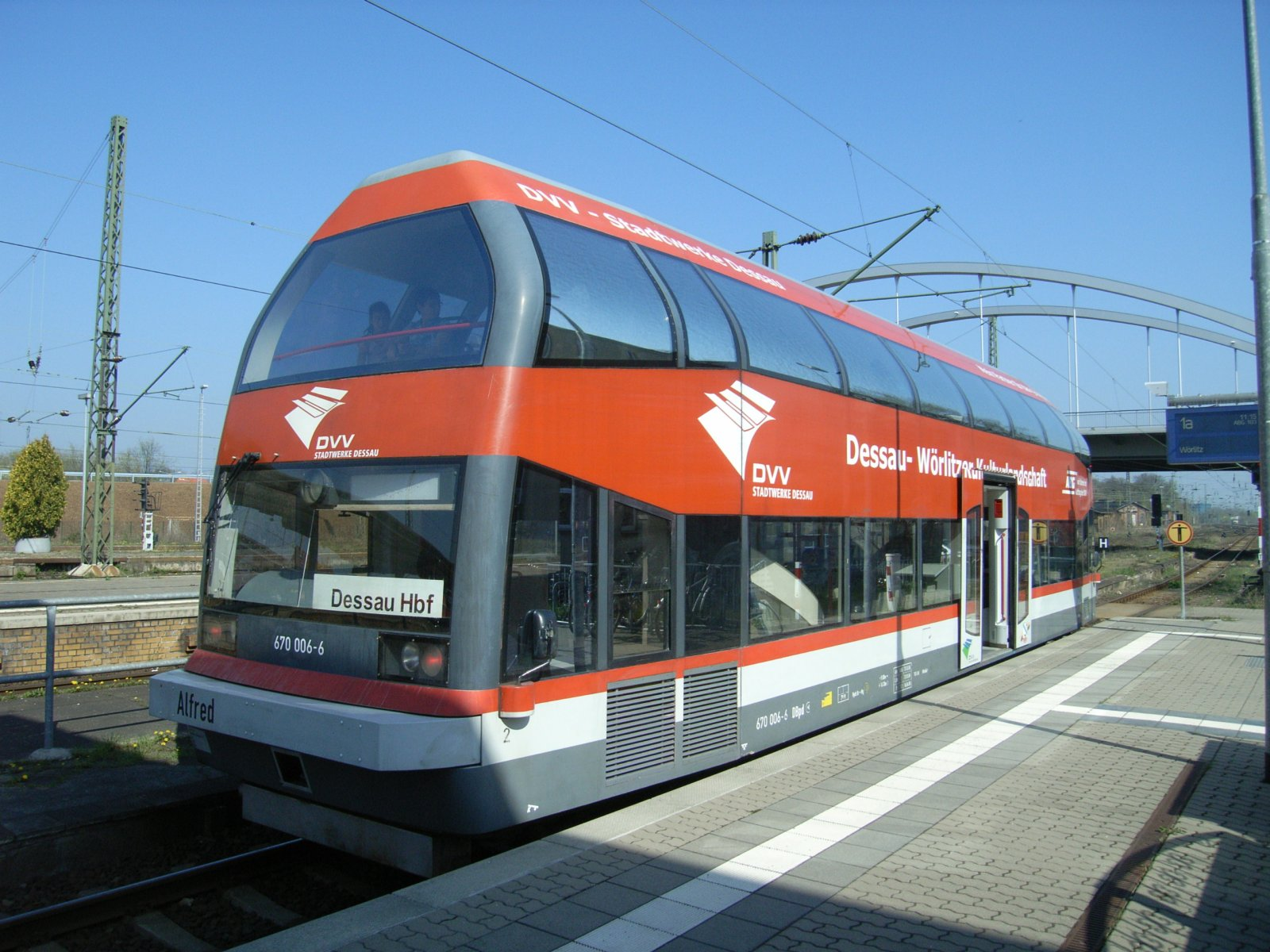
670 006-6 (Alfred) der DVV

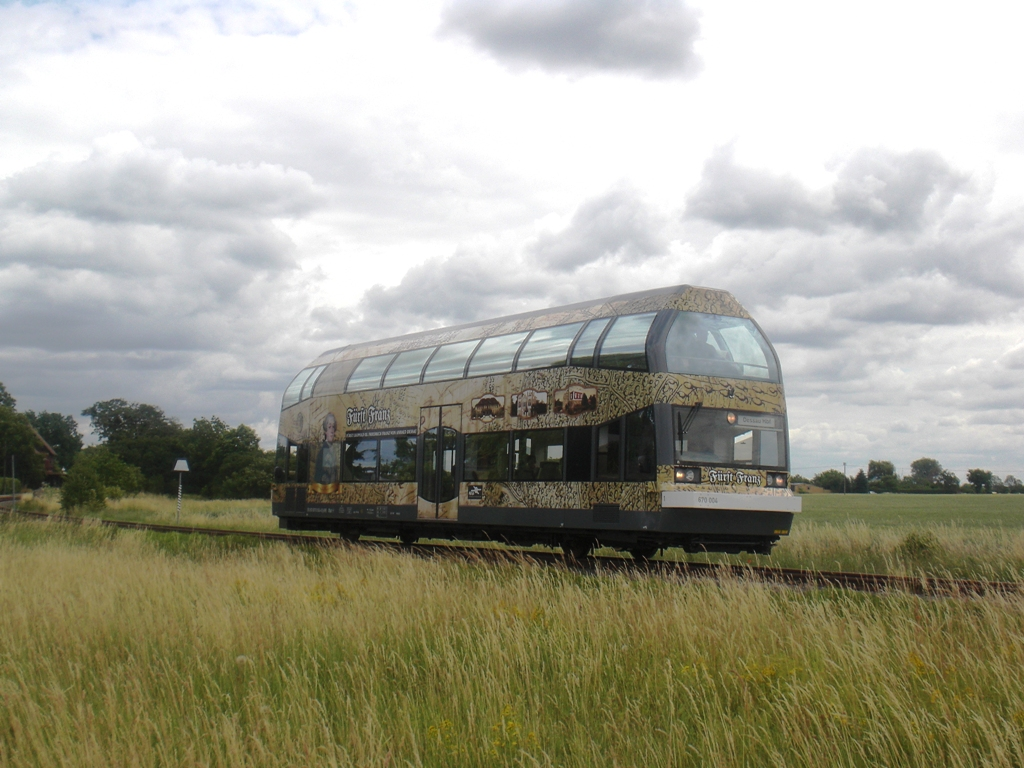
Neu gestalteter Triebwagen 670 004 der DVE

Das Fahrzeuggestell wurde in Stahlleichtbauweise erstellt; aufgeklebte, verzinkte Bleche bilden die Außenhaut. Die Fahrzeugköpfe sind aus glasfaserverstärktem Kunststoff hergestellt. Beidseitig gibt es eine Schwenkschiebetür, im Inneren verbinden zwei Wendeltreppen die beiden Ebenen.
Ein erster Prototyp, auch „Demonstrator“ genannt, wurde der Öffentlichkeit im Herbst 1994 und bei der Messe Innotrans im Oktober 1996 in Berlin vorgestellt. Der „Demonstrator“ war komplett in Rot lackiert, trug die Betriebsnummer 670 000 und wurde im Gegensatz zu den sechs Serienfahrzeugen nie für den Personenverkehr zugelassen.

## Geschichte
Gebaut wurden sechs weitere Wagen, die ab 1996 vor allem in Thüringen, Sachsen-Anhalt und Rheinland-Pfalz zum Einsatz kamen. Im Betrieb traten Probleme mit der Klimaanlage und der Motorkühlung auf, zudem machten sich die fehlenden Toiletten negativ bemerkbar. Die sechs Serienfahrzeuge waren zunächst weiß mit rotem Zierstreifen (ähnlich dem ICE), später dann in verkehrsrot mit weißem Zierstrich lackiert. Ein siebtes Fahrzeug wurde noch als Rohkarosserie im Werk verschrottet. Zum Bau der angekündigten Nachfolgeserie 670.1 kam es dann aufgrund der vielen Probleme der ersten Serie und Unstimmigkeiten zwischen Hersteller und Deutscher Bahn nicht mehr.
Der Einsatz der sechs Serienfahrzeuge erfolgte auf der Strecke Weimar–Kranichfeld, der Moselweinbahn und auf der Strecke Trier–Perl, später auch auf der Strecke Stendal–Tangermünde.
Die Triebwagen 670 002 und 005 waren ab Juni 1996 auf der Strecke Bullay–Traben-Trarbach im Einsatz. Bei den Ausflugsfahrgästen beliebt, wurden sie aufgrund der Schadanfälligkeit (vor allem Heißläufer traten vermehrt auf) bald wieder von der Strecke abgezogen. Ein Einsatz auf der Obermoselstrecke Trier–Perl ab September 1996 war ebenso erfolglos, da die Fahrzeuge vor allem für den Schülerverkehr zu klein waren und zudem keine Toilette besaßen.
In Thüringen wurde der Betrieb ebenfalls bald eingestellt. Auf der Bahnstrecke Stendal–Tangermünde erfolgte der Einsatz des Triebwagens 670 002 noch bis März 2003. Es war der einzige erfolgreiche Einsatz dieser Baureihe. Danach wurden die störanfälligen Fahrzeuge von einem wesentlich älteren Gespann der Baureihen 772/972 abgelöst.
Die Fahrzeuge der Deutschen Bahn wurden größtenteils 2001 dem Hersteller zurückgegeben, seit 1998 war dies Bombardier Transportation. Dieser arbeitete die Fahrzeuge auf und verkaufte sie weiter.
Drei Fahrzeuge kamen zur Dessau-Wörlitzer Eisenbahn. Dabei handelt es sich um die Wagen 670 002 („Alma“, Ersatzteilspender), 005 und 006. Einer davon, der 670 002, befand sich später im Eigentum der Anhaltischen Bahn Gesellschaft und stand am 25. Februar 2011 zur Versteigerung.
Eingesetzt wurden die Fahrzeuge auf der Strecke Dessau–Wörlitz. Da die Fahrzeuge aber lange Zeit nicht einsatzfähig waren, ruhte der Betrieb auf der Strecke für etwa neun Monate. Ersatzweise wurden deshalb Busse im Schienenersatzverkehr eingesetzt. Am 19. Juni 2011 wurde der Betrieb auf der Strecke mit dem instand gesetzten und neu gestalteten Triebwagen 670 005 „Fürst Franz“ wieder aufgenommen. Der im Jahr 2017 wegen eines defekten Hydrauliksystems abgestellte Wagen „Fürst Franz“ dient als Ersatzteilspender für den 670 006 – anstelle der Baureihe 670 wurden drei Fahrzeuge der Baureihe 672 von der Burgenlandbahn übernommen. Der Triebwagen 670 006 „Fürstin Louise“ soll eine neue Hauptuntersuchung bekommen und für Sonderfahrten und als Reserve erhalten bleiben.
Die Prignitzer Eisenbahn GmbH besaß die übrigen drei Triebwagen 670 001, 003 und 004. Die 670 003 und 004 wechselten später zur Eisenbahngesellschaft Potsdam und waren seit 2009 erneut auf Strecken in der Prignitz im Einsatz. Seit Sommer 2014 wurden beide aufgrund von Ersatzteilmangel und anhaltenden Problemen mit der Motorkühlung abgestellt. Eine Verschrottung oder Verkauf ist nicht vorgesehen. Der 670 001, der nicht an die Eisenbahngesellschaft Potsdam überging, wurde 2015 im Werk Neustrelitz verschrottet.
Der Prototyp, 670 000 (roter „Demonstrator“) befand sich im Besitz des Vereins Traditionsgemeinschaft Ferkeltaxi e. V. und wurde aber zwischenzeitlich weiterverkauft an einen Privatmann in Oelsnitz. 2023 übernahm ihn das Verkehrsmuseum Dresden. Dafür ist nun der 670 002 im Besitz der Firma Köstner Schienenbusreisen, mit dem Sonderfahrten durchgeführt werden.

## Übersicht
| Fahrzeug | UIC-Nummer             | Heutiger Eigentümer                              | Name                            | Bemerkungen |
| -------- | ---------------------- | ------------------------------------------------ | ------------------------------- | --- |
| 670 000  | –                      | Verkehrsmuseum Dresden                           | Demonstrator                    | |
| 670 001  | –                      | Prignitzer Eisenbahn GmbH                        |                                 | war bis 2014 in Neustrelitz (Arriva-Werke) abgestellt und wurde anschließend verschrottet                          |
| 670 002  | 95 80 0670 002-4 D-KSR | Köstner Schienenbusreisen (SEM Chemnitz)         | Alma                            | wieder lichtgrau lackiert.                                                                                         |
| 670 003  | 95 80 0670 006-5 D-EGP | Hanseatische Eisenbahn GmbH                      |                                 | angeschriebene Nummer 670.3; abgestellt seit Juli 2014 in Meyenburg (Stand: Februar 2022)                          |
| 670 004  | 95 80 0670 007-3 D-EGP | Hanseatische Eisenbahn GmbH                      |                                 | angeschriebene Nummer 670.4; abgestellt seit Juli 2014 in Putlitz (Stand: Februar 2022)                            |
| 670 005  | 95 80 0670 004-0 D-DVE | Dessauer Verkehrs- und Eisenbahngesellschaft mbH | Fürst Franz (ehemals Elfriede)  | Dessauer Verkehrs- und Eisenbahngesellschaft, angeschriebene Nummer 670 004; abgestellt als Ersatzteilspender      |
| 670 006  | 95 80 0670 003-2 D-DVE | Dessauer Verkehrs- und Eisenbahngesellschaft mbH | Fürstin Louise (ehemals Alfred) | Dessauer Verkehrs- und Eisenbahngesellschaft, angeschriebene Nummer 670 003; Hauptuntersuchung Anfang 2023 erfolgt |
| 670 101  | –                      | –                                                | –                               | Karosserie wurde gebaut, aber nicht vervollständigt, 2013 beim Hersteller verschrottet.                            |

## Bilder

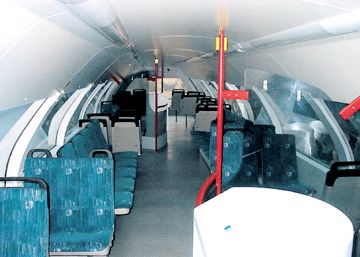
Innenraum des Oberstocks, hier im Besitz der Prignitzer Eisenbahn
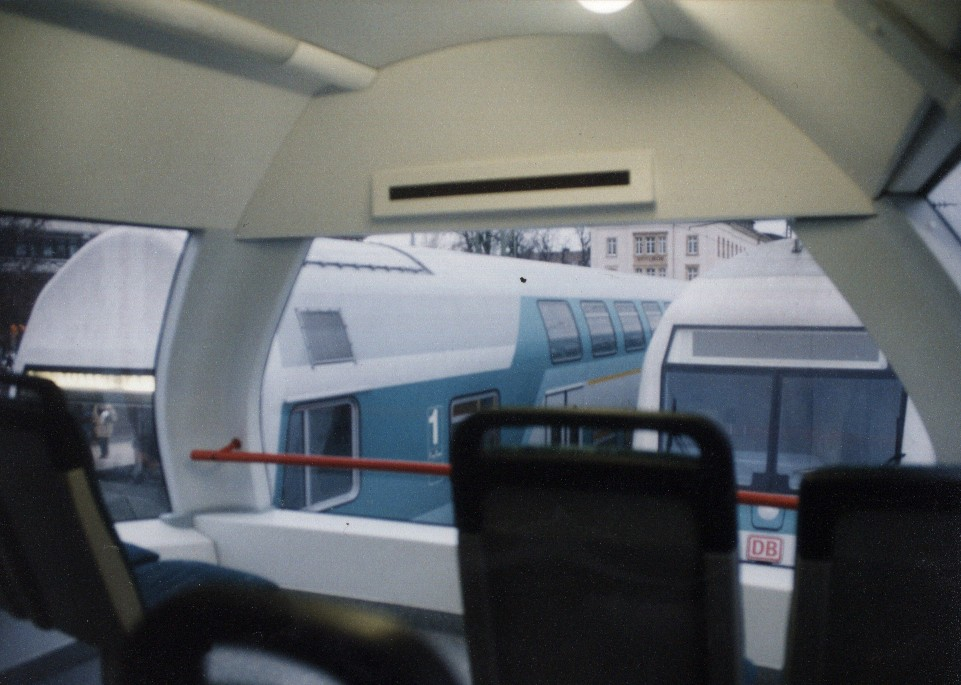
Aussicht von den Plätzen am Wagenende
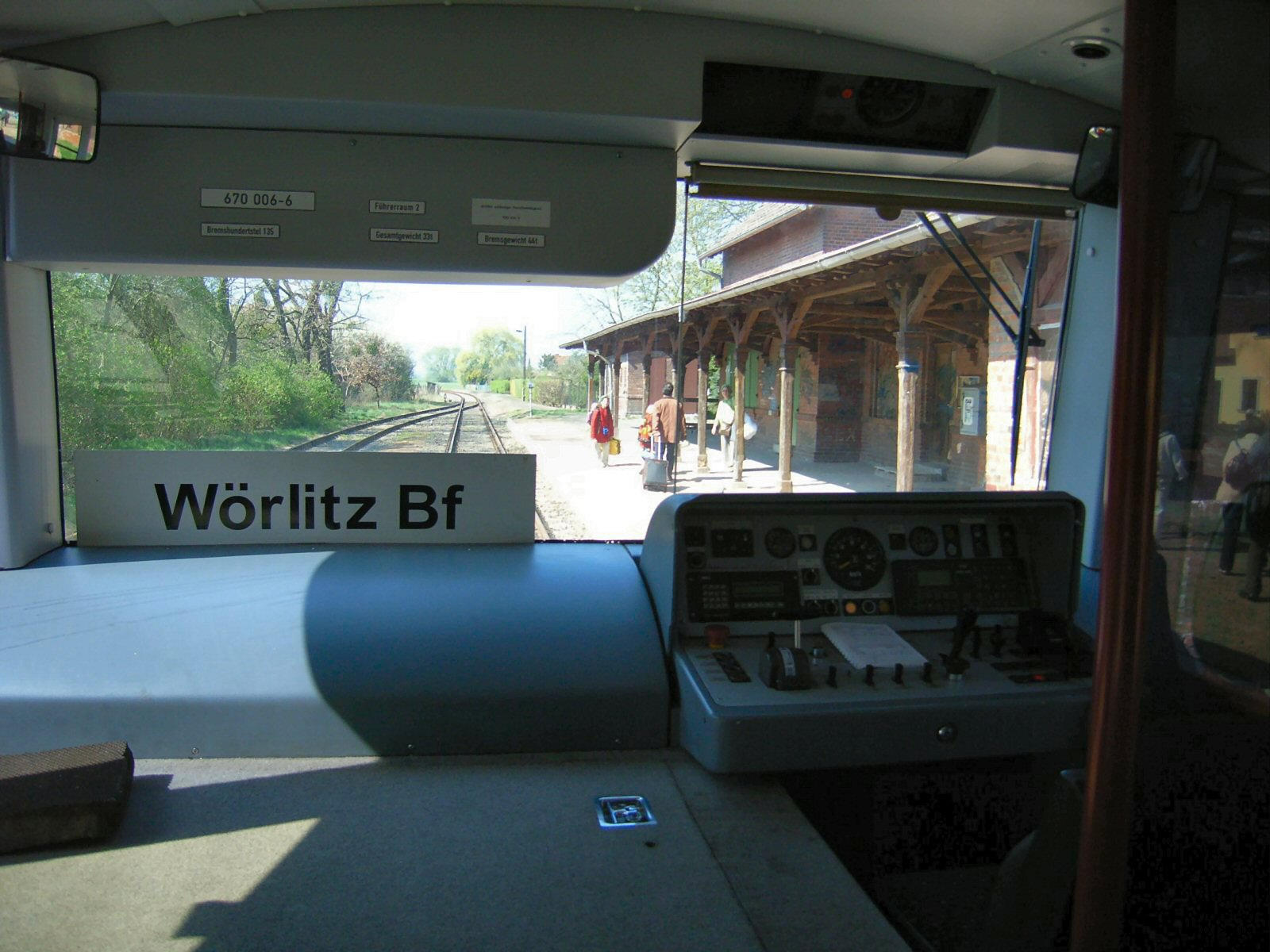
Der Führerraum
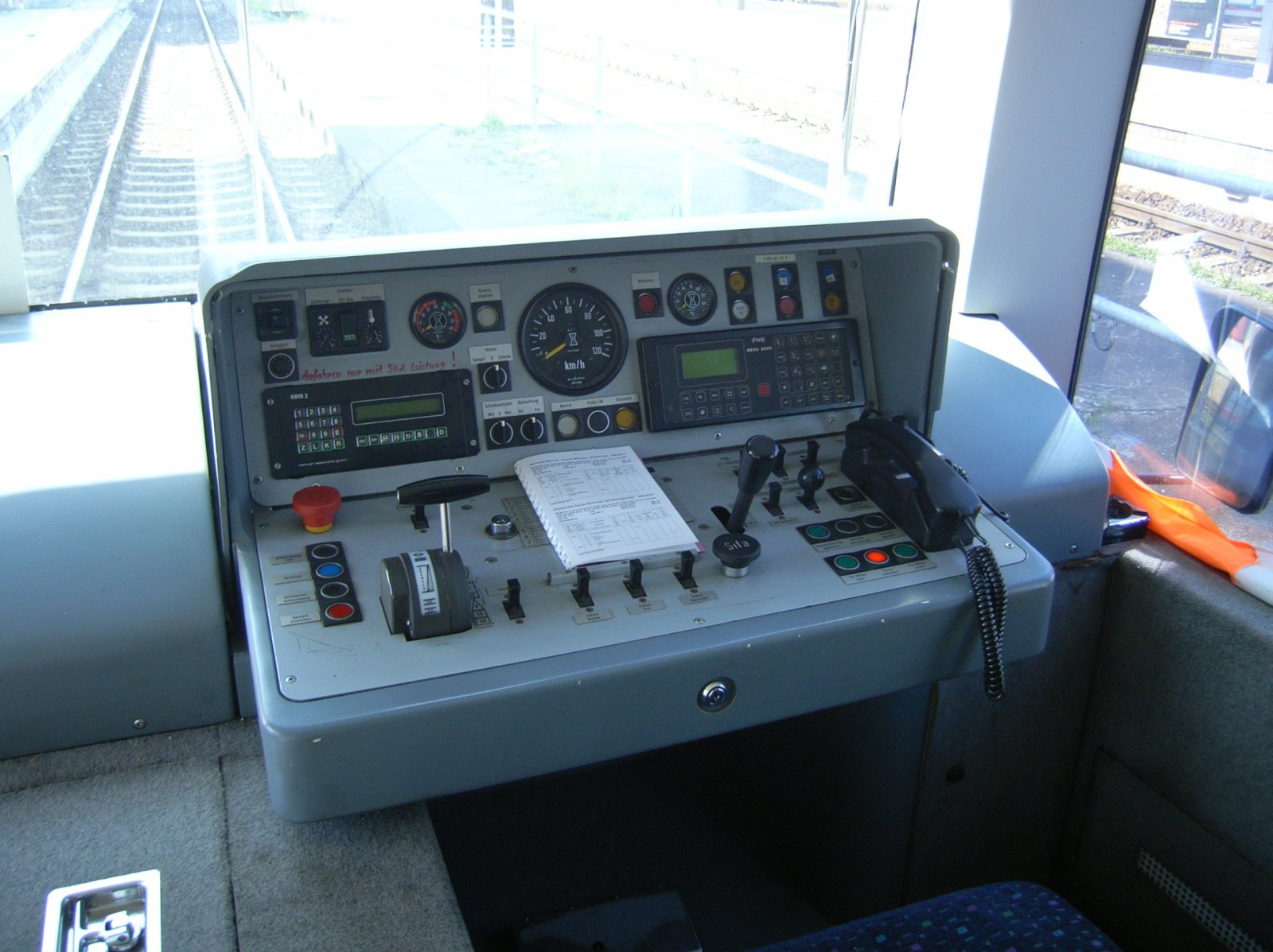
Der Führerstand
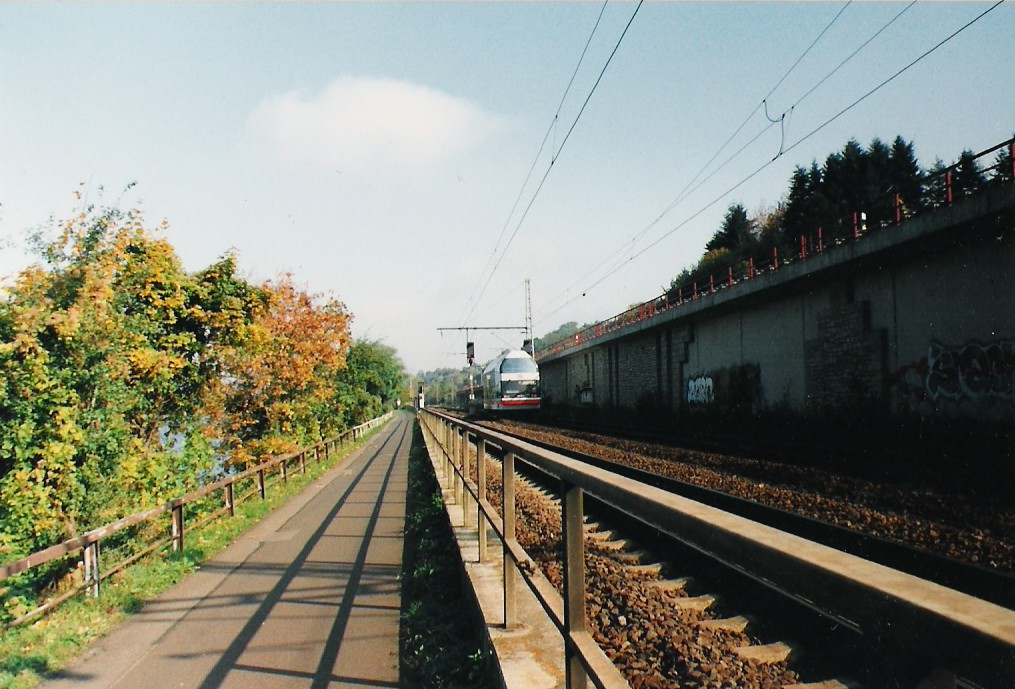
670 005 im Oktober 1996 auf der Obermoselstrecke bei Karthaus
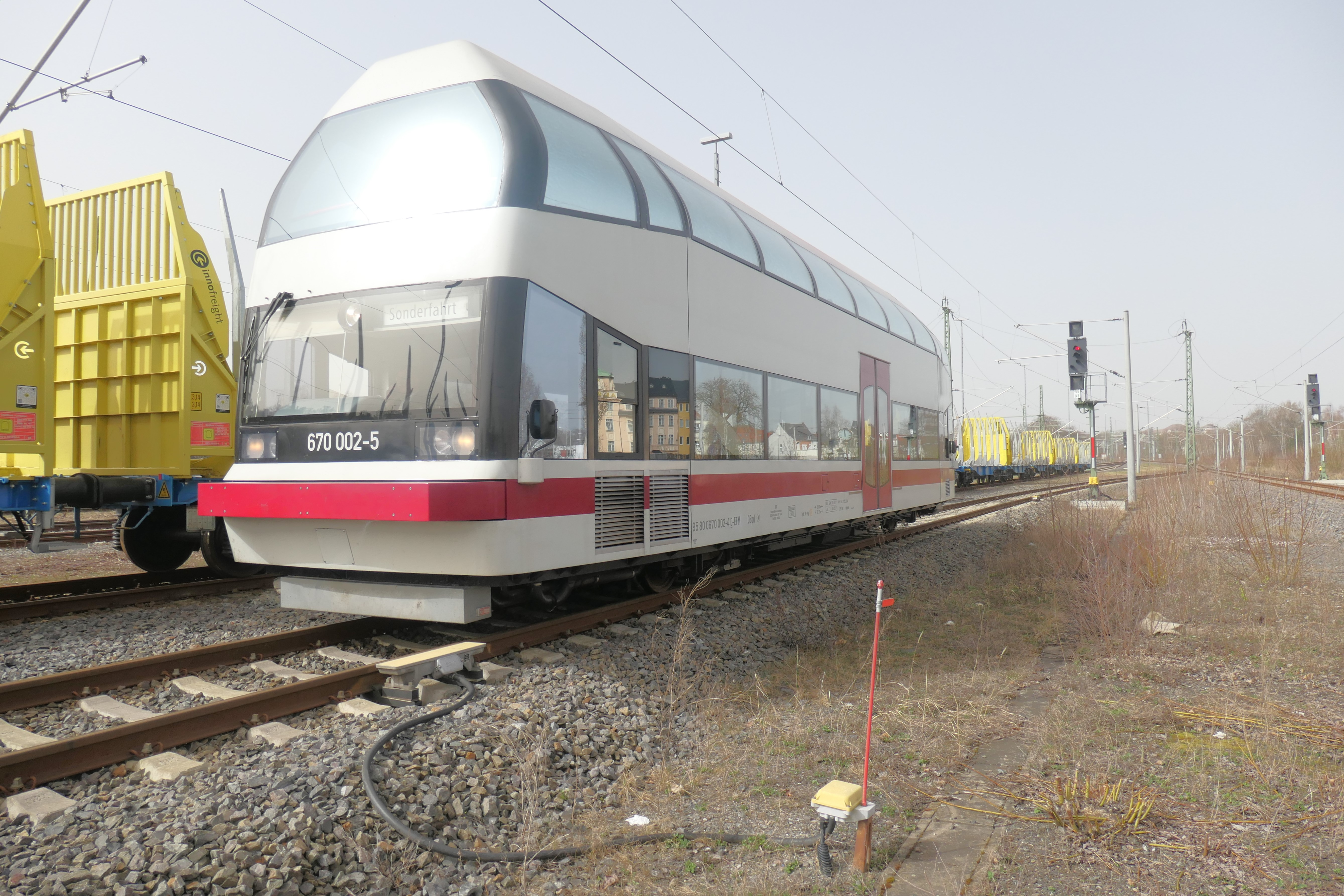
670 002 (Alma) im Jahr 2024
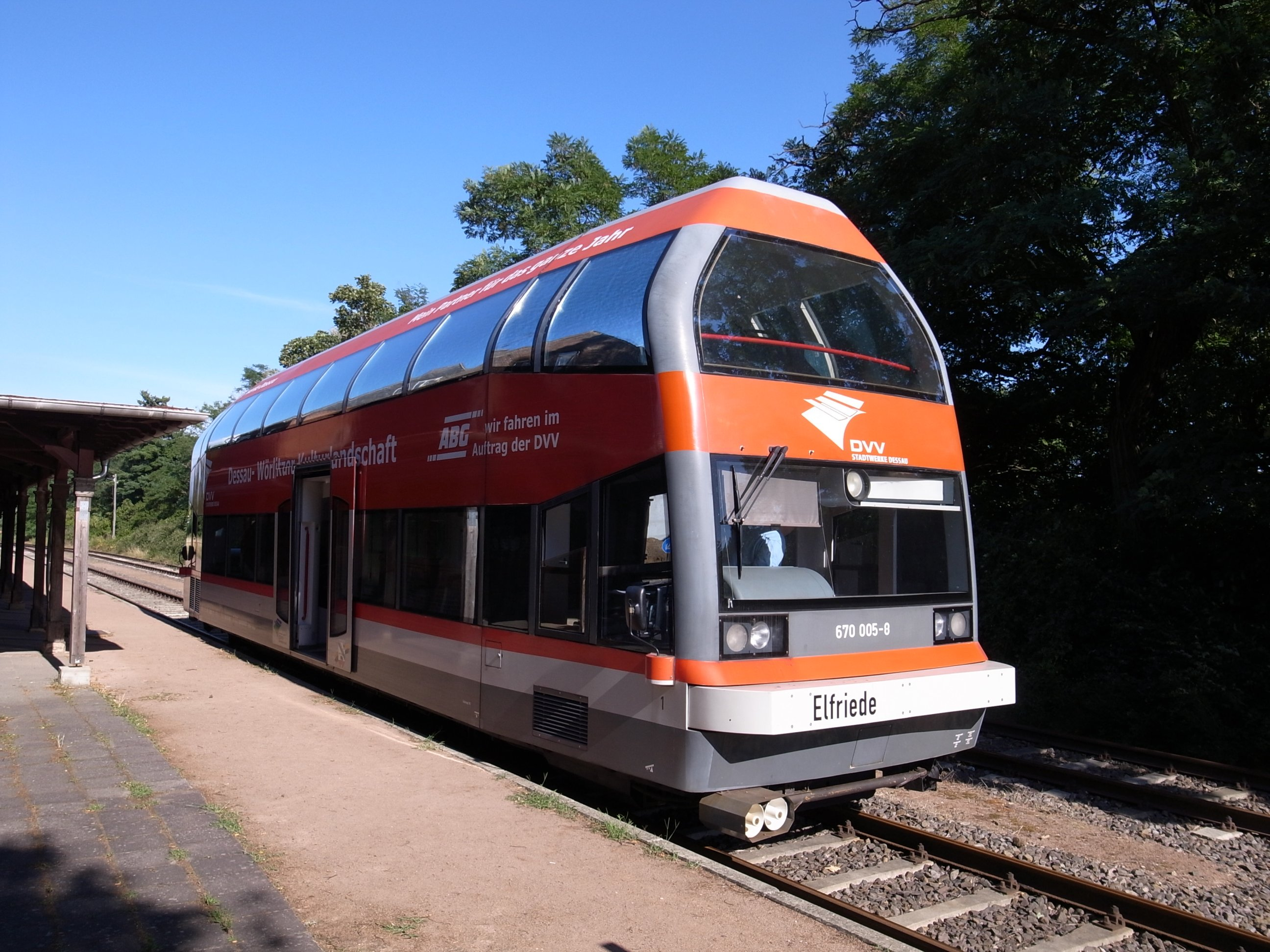
670 005 (Elfriede)
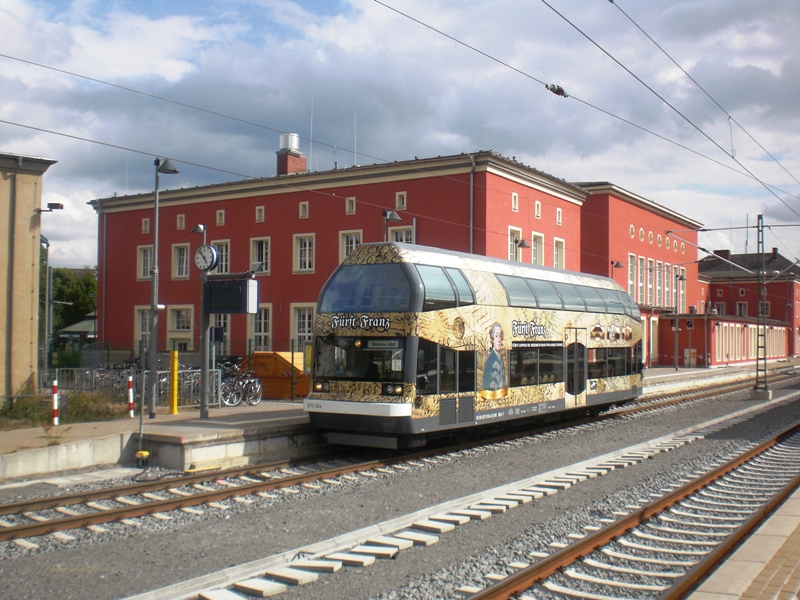
670 004 (Fürst Franz), ex 670 005
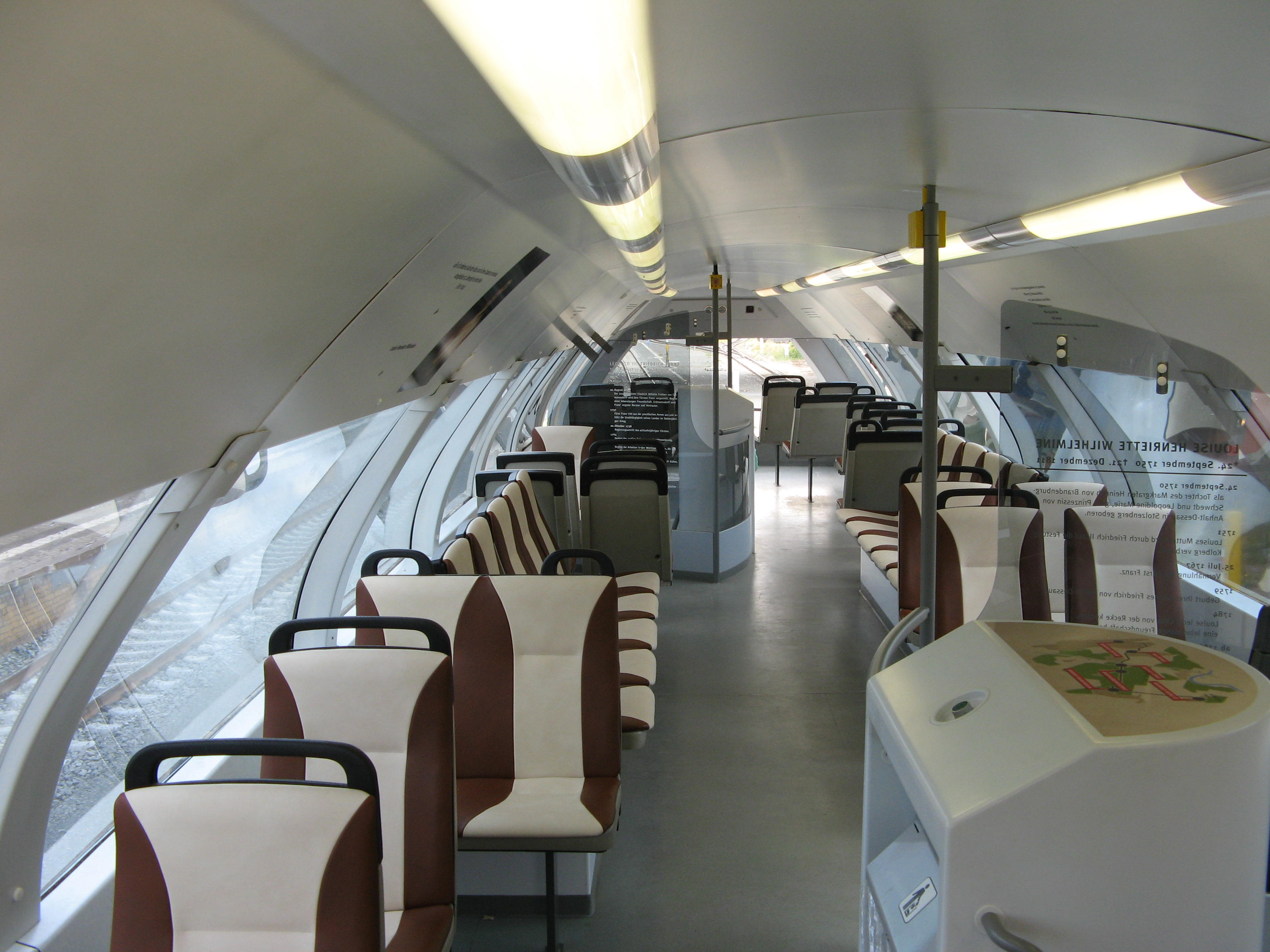
Innenraum des Oberstocks, nach Umgestaltung von DVE
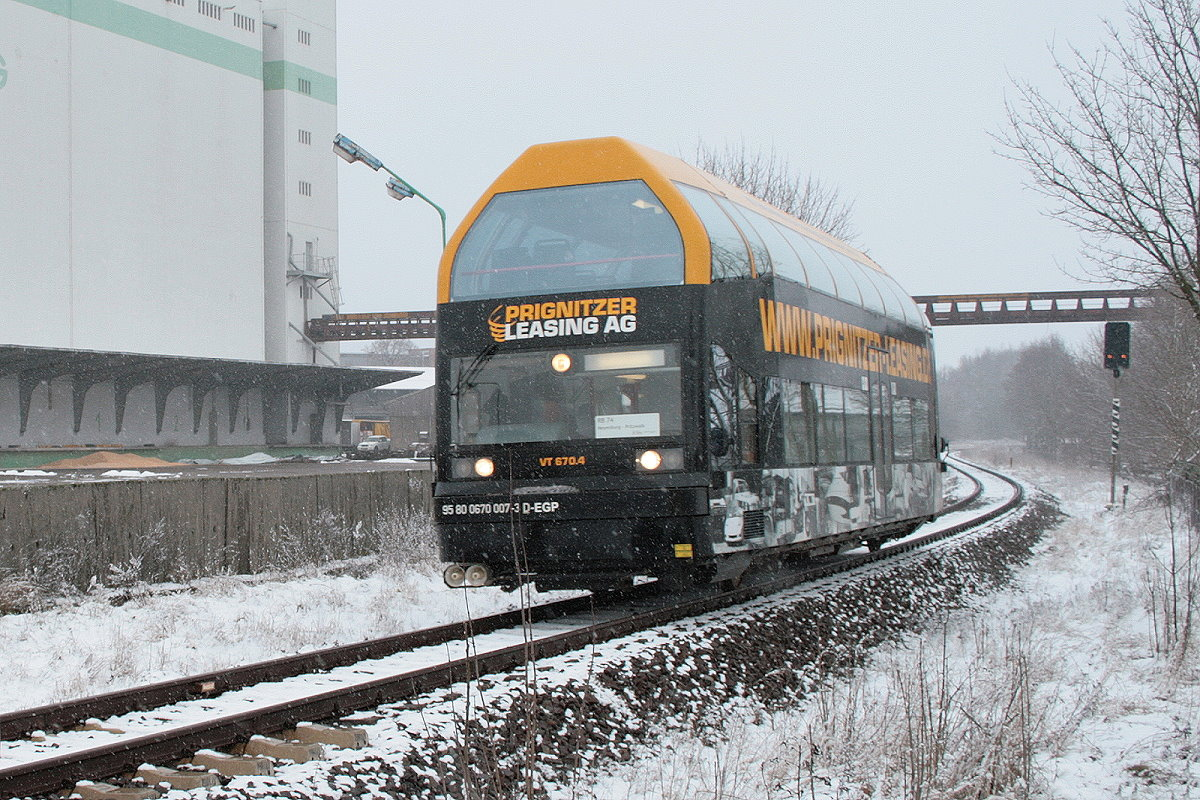
670 007, ex 670 004, im Einsatz bei der EGP
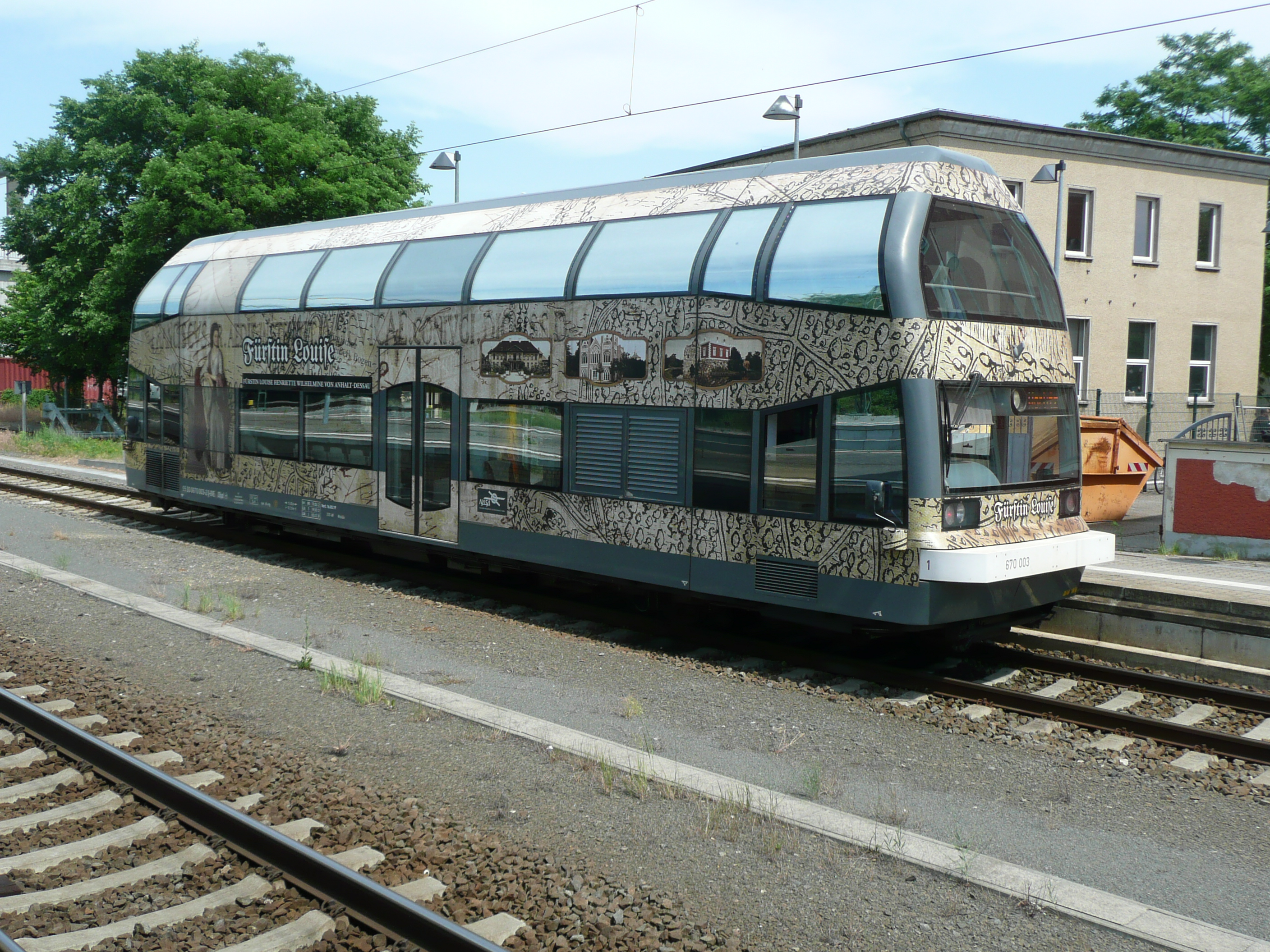
670 003 (Fürstin Louise), ex 670 006
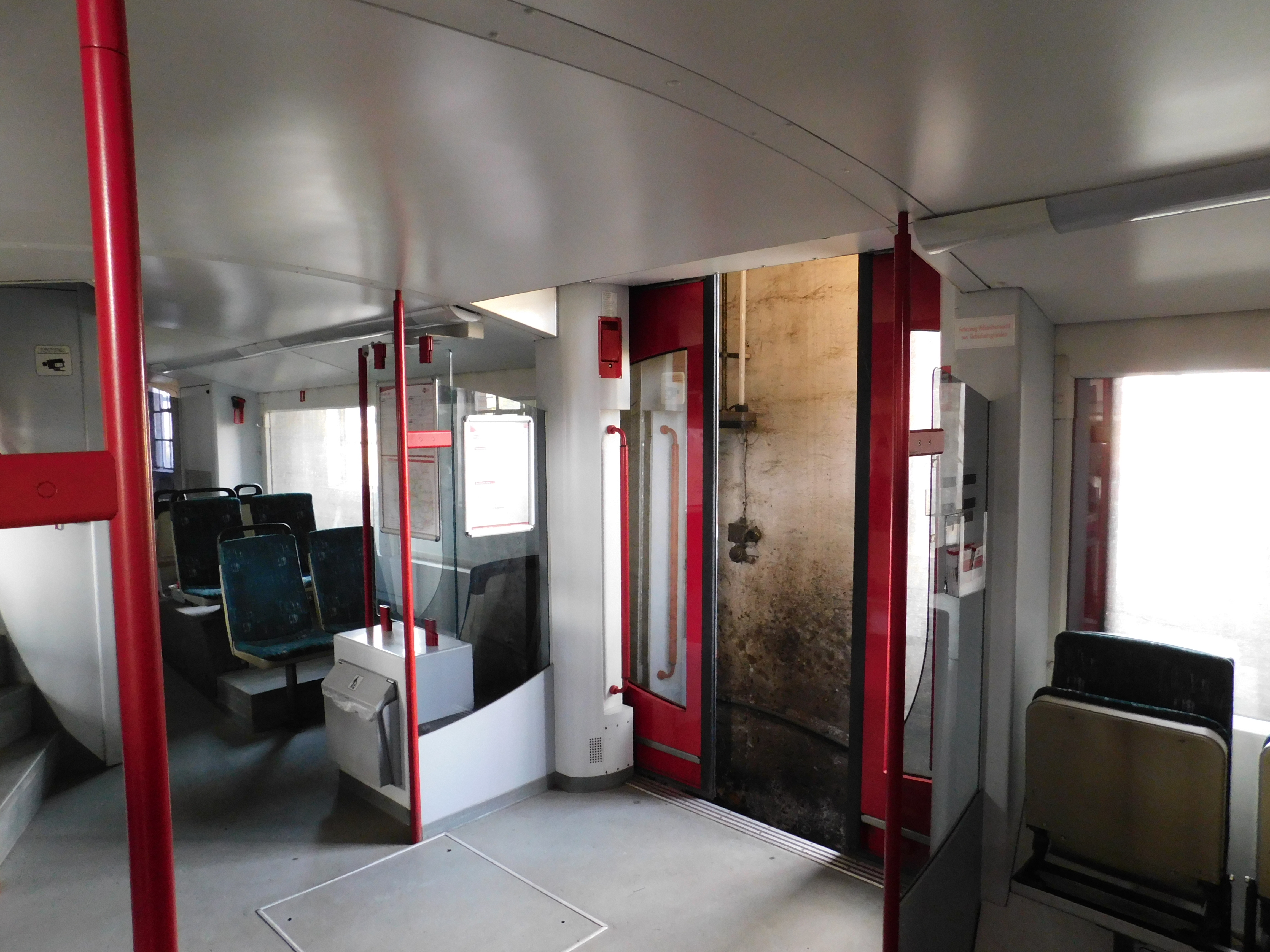
Innenraum des Unterstocks